# Mandrin, bandit gentilhomme
Pour les articles homonymes, voir Mandrin.
Pour plus de détails, voir Fiche technique et Distribution.
Mandrin, bandit gentilhomme est un film franco-italien réalisé par Jean-Paul Le Chanois et sorti en 1962.

## Synopsis
On est sous le règne de Louis XV et, en 1750, la France est continuellement en guerre et le peuple, étouffé par les impôts, aime de moins en moins son Louis le Bien-Aimé. Le gouverneur du Dauphiné, en arrivant à Saint-Étienne-de-Saint-Geoirs, doit faire face aux opposants au régime qui se sont rassemblés autour du tonnelier Louis Mandrin. Celui-ci devient le justicier qui respecte son roi mais ne tolère pas l'oppression des pauvres par les taxes. Il doit s'éloigner de sa fiancée Antoinette, la fille du bourgmestre, car l'armée est bientôt à ses trousses. Il part se réfugier dans les montagnes savoyardes et s'y fait contrebandier au profit des plus démunis. C'est là-haut qu'il rencontre la romanichelle Myrtille et son père, des montreurs d'ours. Mandrin s'éprend de Myrtille sans toutefois oublier Antoinette. Si son cœur est incapable de choisir entre les deux femmes, il n'hésite pas à se dévouer lorsque le peuple révolté le réclame à sa tête. Il quitte ses montagnes protectrices et Myrtille malgré les sombres pressentiments de celle-ci.

## Fiche technique
- Titre original : Mandrin, bandit gentilhomme (également distribué sous le titre Mandrin met le feu aux poudres)
- Réalisation : Jean-Paul Le Chanois
- Scénario : René Havard, Claude Desailly et Louis Martin d'après le roman Mandrin d'Arthur Bernède (1923)[1]
- Dialogues : Jean-Paul Le Chanois
- Musique : Georges Van Parys
- Direction de la photographie : Marc Fossard
- Direction artistique : Anatol Radzinowicz
- Montage : Borys Lewin
- Décors : Pierre Guffroy
- Costumes : Rosine Delamare
- Maquillage : Charly Koubesserian
- Scripte : Hélène Sebillotte
- Maître d'armes : Claude Carliez
- Pays de production :  France,  Italie
- Langue de tournage : français
- Tournage extérieur en Pologne : région de Zakopane, (pl) bourg de Czarny Dunajec
- Directeur de production : Pierre Gout
- Sociétés de production : Franco-London-Film (France), Les Films Gibé (France), Titanus (Italie)
- Société de distribution : Gaumont
- Format : couleur par Eastmancolor — 35 mm — 2.35:1 Dyaliscope — son monophonique
- Genre : film de cape et d'épée, film historique
- Durée : 130 minutes
- Durée du DVD Gaumont : 104 minutes
- Dates de sortie :
  - France : 19 décembre 1962
  - Italie : 30 mars 1963
- Mentions CNC : tous publics (visa d'exploitation no 25617 délivré le 11 décembre 1962)

## Distribution
- Georges Rivière : Mandrin
- Silvia Monfort : Myrtille
- Jeanne Valérie : Antoinette
- Georges Wilson : Bélissard
- Maurice Baquet : Court-Toujours
- Dany Robin : la baronne d'Escourt
- Armand Mestral : Sigismond de Moret
- Gil Baladou : le ménestrel
- Albert Rémy : Grain de Sel
- André Versini : le marquis d'Ulrich
- Georges Rouquier : Voltaire
- Jess Hahn : un braconnier
- François Périer (voix off) : récitant
- Leon Niemczyk : le traître Grandville
- Tadeusz Bartosik : le gitan Marco
- Feliks Chmurkowski
- Albert Michel
- Jean-Paul Le Chanois : le confesseur de la baronne d'Escourt
- Daniel Ivernel
- Claude Carliez : un aristocrate
- Krzysztof Litwin : Herold
- Wladyslaw Pawlowicz : un soldat
- Anatol Kobylinski : un contrebandier
- Leopold Rene Nowak : un contrebandier
- Artur Modnicki : le sergent

## Autour du film
Il s'agit d'un film grand public où Mandrin est dépeint comme un Robin des bois chevaleresque et sympathique, refusant toute violence contre plus faible que lui... ce qui ne correspond pas vraiment au Mandrin historique. 

## Tournage
- La plupart des scènes ont été tournées en Pologne mais la rencontre de Mandrin et de Myrtille a été filmée dans le parc du Château de Vigny.